# OpenEuroLLM
OpenEuroLLM (auch „Open Euro LLM“ geschrieben) ist ein KI-Projekt mit Beteiligung von 20 verschiedenen europäischen Firmen, Universitäten und Forschungseinrichtungen unter der Leitung von Jan Hajič (Karls-Universität) und Peter Sarlin (Mitbegründer von Silo AI).

## Beschreibung
OpenEuroLLM wurde am 1. Februar 2025 gestartet. Ziel der paneuropäischen Forschungsallianz ist es, neue Sprachmodelle zu entwickeln, die allen Privatpersonen und Unternehmen zur Verfügung gestellt werden können und dabei der Verordnung über künstliche Intelligenz der EU gerecht werden. Dies ermöglicht den Unternehmen, KI-Lösungen zu entwickeln, die ethisch und rechtlich einwandfrei sind. Die neuen Sprachmodelle sollen direkt in 35 (Regional-)Sprachen aller EU-Mitgliedsstaaten und Beitrittskandidaten sowie einige weitere, wichtige Sprachen wie Arabisch, Chinesisch, oder Hindi trainiert werden. OpenEuroLLM ist Open-Source. Die meisten bisherigen kommerziellen LLMs sind proprietäre Blackbox-Modelle, deren Trainingsdaten und Algorithmen nicht offengelegt werden. Dies widerspricht europäischen Werten wie Datenschutz, Transparenz und digitaler Souveränität. OpenEuroLLM sieht sich hier als Gegenentwurf. Neben Code der Modelle, der zugehörige Software und Evaluierung sind auch die Trainingsdaten öffentlich verfügbar. Der Open-Source-Ansatz ermöglicht es Unternehmen, die Modelle frei zu nutzen, anzupassen und weiterzuentwickeln, ohne an proprietäre Lizenzbedingungen gebunden zu sein. 
OpenEuroLLM wird finanziert durch die Europäische Kommission im Rahmen des Digitalen Europa-Programms. OpenEuroLLM wurde von der Europäischen Kommission mit dem STEP-Siegel (Strategic Technologies for Europe Platform) ausgezeichnet. Zu den deutschen Teilnehmern zählen das Fraunhofer IAIS, das Ellis Institut, die Universität Tübingen sowie Aleph Alpha und Ellamind.

## Ziele von OpenEuroLLM
- Mehrsprachige Unterstützung: Entwicklung großer Sprachmodelle für alle EU-Sprachen, um die digitale Inklusion zu fördern.
- Regulatorische Konformität: Einhaltung der KI-Verordnung und anderer europäischer Datenschutz-Vorgaben.
- Transparenz und Open Source: Veröffentlichung der Trainingsdaten, Algorithmen und Modellentwicklung, um Vertrauen und Nachvollziehbarkeit zu gewährleisten.
- Europäische Unabhängigkeit: Reduktion der Abhängigkeit von US-amerikanischen oder chinesischen KI-Anbietern, um die digitale Souveränität Europas zu stärken.

## Beteiligte Institutionen
- Karls-Universität, Institute of Formal and Applied Linguistics, Tschechien
- Alliance for Language Technologies EDIC, (ALT-EDIC), Frankreich
- Technische Universität Eindhoven, Niederlande
- ELLIS Institute Tübingen, Deutschland
- Fraunhofer IAIS, Deutschland
- Forschungszentrum Jülich,  Deutschland
- Lindholmen Science Park, (AI Sweden), Sweden
- University of Helsinki, Finland
- Uni Oslo, Norwegen
- Universität Turku, Finland
- Eberhard Karls Universität Tübingen, (Tübingen AI Center),  Deutschland
- Silo GenAI, (AMD Silo AI), Finland
- Aleph Alpha Research,  Deutschland
- ellamind, Deutschland
- LightOn, Frankreich
- Prompsit Language Engineering, Spanien
- Barcelona Supercomputing Center, Spanien
- Cineca Interuniversity Consortium, Italien
- CSC – IT Center for Science, Finland
- SURF, the Netherlands